# Rolando (Computerspiel)
Rolando ist ein Adventure, Puzzle Videospiel welches von HandCircus entwickelt wurde und von ngmoco vertrieben wird. Es wurde am 19. Dezember 2008 veröffentlicht und benutzt die Box 2D Spiele-Engine.

## Gameplay
Im Spiel steuert man „Rolandos“, kleine ballähnliche Kreaturen, durch eine fiktionale Welt namens „Rolandoland“. Das Ziel jedes Levels besteht darin, mithilfe der Rolandos das Ende eines Levels zu erreichen. Damit der Spieler ein Level erfolgreich abschließt, muss er eine Mindestanzahl an Rolandos übrig haben. Der Spieler steuert die Rolandos durch das Neigen des Gerätes und kann außerdem bestimmte Objekte in der Spielwelt manipulieren. Gesteuert werden können die Rolandos entweder einzeln oder in Gruppen.

## Musik
Für die Musik wurde größtenteils vorhandene Musik von Mr. Scruff, einem Britischen DJ, genutzt, welcher viele Lieder zum Spiel beisteuerte.